# Хануман-джаянти
Хануман-джаянти — индуистский праздник, день рождения Ханумана, бога ванары, широко почитаемого по всей Индии. Отмечается в полнолуние месяца чайтра по лунному календарю. В этот день индуисты соблюдают пост, рецитируют «Хануман-чалису» и отрывки из «Рамаяны», в посвящённых Хануману храмах проводятся богослужения. Верующие приходят в храмы и наносят на свои лбы тилаку или синдур. Считается, что это приносит удачу.